# テレビ新潟放送網
株式会社テレビ新潟放送網（テレビにいがたほうそうもう、Television Niigata Network Co., Ltd.）は、新潟県全域を放送対象地域としたテレビジョン放送事業を行っている特定地上基幹放送事業者である。
通称はテレビ新潟、略称と愛称はTeNY（テニィ）。
コールサインはJOPI-DTV（新潟 26ch）。日本テレビ系列（NNN・NNS）のフルネット局で、リモコンキーIDはキー局の日本テレビ放送網と同じ「4」。
キャッチフレーズは「あなたとわたしとてとてとTeNY」（2017年（平成29年）4月1日から）。

## 概要
開局は1981年（昭和56年）4月1日で、新潟県内で3番目に開局した民放テレビ局である。日本の地上波テレビ放送局で社名に「放送網」の字が入るのは、本局とそのキー局である日本テレビ放送網のみである。
1973年（昭和48年）、新潟県に3局目の民放テレビ局の開局枠が割り当てられたものの、免許を申請した業者が余りにも多数で一本化できず、各社間の調整にも失敗したため結局申請は却下、第一次オイルショックによる不況も重なり、29chという枠を残して一旦計画は白紙となった。その後、1980年（昭和55年）8月ごろの会合により新潟県に民放テレビの第3・4局の割り当てがあり、先に日本テレビ系である第3局（29ch・本局）が割り当てられ、次にテレビ朝日系列局の第4局（21ch、新潟テレビ21（NT21、現・UX）・1983年（昭和58年）10月1日開局）が割り当てられた。
開局当初の略称は、英語の登記名「Television Niigata Network」の頭文字からとった「TNN」（ティーエヌエヌ）。特徴的なロゴデザインで、2文字目のNは字画の先端が上下に大きく伸び、電波を表していた。
日本軽金属新潟工場（現在は新潟県庁などが立地）に隣接する信濃川右岸、新潟市新光町に本社を建設。社屋には当時県内で最大面積となる100坪のテレビスタジオと、「TNNタワー」と呼ばれる展望塔型の送信塔が設けられた。1980年（昭和55年）9月19日に予備免許を取得。当初は翌1981年（昭和56年）10月の開局を目指していたが、キー局の日本テレビのドル箱番組だった巨人戦中継を放送するため、同年4月のプロ野球シーズン開幕に何とか間に合わせるため、翌年4月の開局を目指して会社設立からわずか半年間という短い期間で準備を進めることになった。また当時日本テレビ系列のNNN-NNSに加入していたNSTは他にフジテレビ系列（FNN-FNS）、テレビ朝日系列（ANN）とのクロスネットを行っており、番組の自社制作に消極的な姿勢も一部見られた背景から、本局は積極的に自社番組を制作し県内・外の情報を県民により多く発信することも方針付けられた。
こうして1981年（昭和56年）3月25日にサービス放送を、4月1日に本放送を開始した。開局にあわせてイメージソング「Yes My Song」（作詞：森雪之丞、作曲：小六禮次郎、歌：サーカス/山本理沙）も制作された。若者達が気球を膨らませてゆく、若々しいイメージのステーションブレイクを放送して新しいテレビ局をアピールした。
旧略称・TNNの時代は「Yes My TNN」というキャッチフレーズで親しまれた。「わたしのテレビ・TNN」を意味しており、県民にとって身近な存在のテレビ局でありたいという理念を示したものだった。自社番組を「Yes Myシリーズ」と銘打って「Yes My お天気」「Yes My お店往来」「土曜ワイドYES MYにいがた」など、タイトルの冠に「Yes My」を付けていた他、社主催のイベントにも「Yes My 映画試写会」「Yes My スキーツアー」と銘打つなど様々なシーンで使用されていた（但し後年についてイベントなどは「TNN」「テレビ新潟」という冠を付けるケースが多かった）。
1998年（平成10年）1月1日、CI導入によりマーク・社名ロゴなどを一新、略称を「テレビ」と「新潟」の頭文字をアレンジした「TeNY」（テニィ）に変更、併せて新しいイメージソング「手と手と手とTeNY」も制作された。なお、旧ロゴは放送上ではほぼ淘汰されたものの、現在もTeNY本社本館前、車寄せのひさし部分には「テレビ新潟」の旧ロゴのエンブレムが掲げられている他、新潟駅万代口、JR東日本新潟支社の屋上に設置された中継アンテナも「TNN テレビ新潟」の旧ロゴのままである。また、カラーバーは2006年（平成18年）6月のマスター更新まで旧ロゴのままだった。
2013年（平成25年）4月1日より、新たなロゴデザインが登場。自社製作のバラエティ、情報番組・ホームページ等で使用を開始した。但し、あくまでも正式なロゴマークは従来からのものであり、報道関係・Yahoo!ニュース等では従来のロゴが使用されている。また、各種広報等も継続して従来からのロゴを使用していたが、2017年（平成29年）4月1日から新しいロゴデザインに変更された。
2024年（令和6年）の年間視聴率で15年連続三冠王になった。年度視聴率でも14年連続三冠王になった。

### 事業所
- 本社 - 新潟県新潟市中央区新光町1番11号
- 東京支社 - 東京都港区新橋2丁目19番10号 新橋マリンビル
- 関西支社 - 大阪府大阪市北区曽根崎新地2丁目2番16号 西梅田MIDビル
- 長岡支社 - 新潟県長岡市今朝白1丁目8番18号 長岡DNビル
- 上越支局 - 新潟県上越市木田2丁目1番1号 上越セントラルビル

### 番組の傾向
開局以後、前述の方針を遵守して積極的に自社番組の制作に取り組んだ。土曜正午のトークバラエティ「嫁さんきなせや」にはMCに宮尾すすむを招くなど芸能人を起用した。なお、「嫁さんきなせや」のアシスタントは、当時、同局のアナウンサーだった坂上みきが担当していた。
また平日夕方のローカルニュース「にいがたNOW」は、新潟放送の「BSNニュースワイド」などと並ぶローカル報道番組に成長した。1990年代（平成）に入ると土曜昼の生放送による情報番組「てんこもりテレビ」「情報山脈テレビDON!」など生ワイド番組の制作にも乗り出した。これらが昇華して平日帯のローカル情報番組「夕方ワイド新潟一番」（1995年（平成7年）10月開始）へとつながり、県内民放各局の夕方生ワイド番組に先鞭を付けた。本局はこの「夕方ワイド新潟一番」の番組広告を皮切りに、1996年（平成8年）から現在まで新潟交通のバスカードに企業広告を出している（現在はTeNYデジタル放送のPR広告）。また本局は日本テレビや札幌テレビなどと共同でウラジオストクなどロシア極東地方の主要都市に支局を開設、これら地域のニュースや経済情報を伝える「ヴォストーク」は日本海側各県のブロックネット番組にもなった。
日本テレビが制作・プロモーションなどで関係している映画では、主役俳優らに系列各局のキャッチフレーズを叫んでもらい（いわゆる「怒鳴り」）、ステーションブレイクを兼ねた映画宣伝のスポットCMとして各局で放送しているが、当局の場合は前述のキャッチフレーズ「手と手とテニィ」が使われている。2005年（平成17年）には映画「宇宙戦争」の監督スティーヴン・スピルバーグもこの「手と手とテニィ」のステーションブレイク（5秒スポット）に登場した。
積極的な自社番組制作などで実績を挙げている当局だが、開局以来ほぼ全く同じ内容で放送を続けているCMが現在もいくつか残存している。このうち代表的なものが当局の発起人企業の一つでもある丸新新津グループ（現・丸新グループ）のCMで、松山千春「空 〜翼を広げて」をBGMに、飯豊連峰を登山する社員達の姿が描かれている。開局前に撮影・制作されたものだが、映像構成やナレーション、BGMの入れ替えなど細かな修正を加えた以外はほぼ開局当時のままである。現在も木曜20時54分の「TeNYニュース」内などで放送されている。
前述の新潟駅にある中継アンテナは、駅前からの中継を行う際に、以前は月曜から金曜毎日駅前からの中継があり毎度の中継アンテナ、中継システムのセッティングを簡略化するため、JRの協力を得て、固定設置されたものである。「夕方ワイド新潟一番」の駅前中継、報道で使用される。

### 地上波デジタル放送
地上波デジタル放送は、アナログ－アナログ変換の都合もあり、総務省の計画により2006年（平成18年）10月1日に放送開始が設定され、同日に開始された。東京キー局から新潟へ送られる光ファイバーによるハイビジョン・デジタル中継回線は、NHK及び新潟県内民放のキー局4局からのものは既に2006年（平成18年）1月には整備を完了していたこともあり、同局は同日地上波デジタル放送を開始する放送局中では、全国で最も早く同年6月5日にサイマル試験放送を始めることができた。しかし、日本テレビ系列局の中でローカル面でのハイビジョン化の切り替えのスピードの出足は最も遅れた方で、自社制作番組においてのハイビジョン制作は開始当初、外部のカメラ取材を編集して制作したデジタル放送開始記念番組程度位だった。その後、報道用のハイビジョン中継車を2007年（平成19年）4月に県内民放で初めて導入し、それを「ズームイン!!SUPER」や日本テレビでの報道番組の生中継等で稼動させ、同年10月1日からはようやくニュースセンターのスタジオがハイビジョン化され、これに伴い、重要な報道やハイビジョンとして報道する価値があるものについては、ハイビジョンでの取材を行うようになった。2008年（平成20年）6月8日には、ようやく自社の報道用ハイビジョン中継車を使ったローカル単発番組のハイビジョン生中継番組を制作、放送するようになり（「トキ・・・未来へつなごう」）、2009年（平成21年）1月13日にはメインスタジオを始めとする放送局舎を全面ハイビジョン化させ、この日の「夕方ワイド新潟一番」の年始第1回から、一部の中継の場合を除きローカル番組を全部ハイビジョン化させた。新潟県内の民放で放送センターの局舎を全面ハイビジョン化させたのは、NST、BSNに次いでTeNYが3番目である。
スカパー!との業務協力（作成依頼）により、Jリーグ中継のうちデンカビッグスワンスタジアムで開催されるアルビレックス新潟戦の多くを制作している。

## チャンネル

### デジタル放送（2011年 - ）
リモコンキーIDは「4」である。

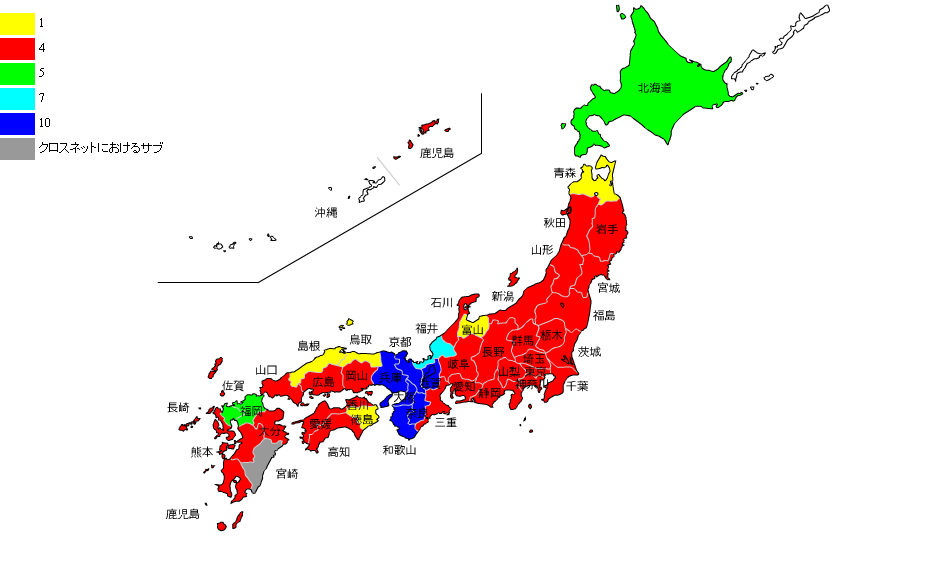
日本テレビ系列のリモコンキーID地図

- 親局：26ch JOPI-DTV 弥彦送信所（出力：3kW）

呼出名称：テレビにいがたデジタルテレビジョン
- 中継局

| - 高田 31ch - 津南 25ch - 新井 47ch - 守門 36ch - 妙高高原 47ch - 三川 45ch - 津川 45ch - 村上 31ch - 村松 45ch - 高柳 39ch | - 津南上郷 25ch - 両津 37ch - 外海府 32ch - 関川 47ch - 青海 25ch - 小出 30ch - 相川 32ch - 湯沢 26ch - 栃尾 47ch - 川口 26ch | - 鹿瀬 26ch - 大和 36ch - 津南田中 26ch - 六日町 36ch - 高千 26ch - 糸魚川大野 25ch - 糸魚川早川 36ch - 朝日 36ch - 府屋 36ch - 土樽 37ch | - 安塚 34ch - 勝木 24ch - 小千谷真人 38ch - 中里 49ch - 黒川 36ch - 湯之谷 30ch - 柿崎 32ch - 松代 34ch - 新発田赤谷 42ch - 越路 41ch | - 鯖石 22ch - 塩沢 47ch - 新津 47ch - 牧 47ch - 下相川 26ch - 牛野尾谷 48ch - 関川女川 37ch - 津南中津 25ch - 柏崎山口 30ch - 中郷 50ch | - 宮古木 24ch |

### アナログ放送（1981年 - 2011年）
2011年7月24日停波時点
- 親局：29ch JOPI-TV 弥彦送信所（出力=映像：30kW、音声：7.5kW）

呼出名称：テレビにいがたテレビジョン
- 中継局

| - 高田 27ch - 相川 56ch - 小出 41ch - 津南 55ch - 村上市村上 44ch - 高柳 46ch - 守門 59ch - 関川 61ch - 青海 41ch - 三川 62ch | - 牧 53ch - 村上市府屋 41ch - 村上市勝木 59ch - 両津 42ch - 高千 60ch - 安塚 42ch - 新井 59ch - 村松 59ch - 栃尾 60ch - 塩沢 60ch | - 土樽 52ch - 越路 59ch - 新津 38ch - 小千谷真人 56ch - 川口 42ch - 大和 60ch - 黒川 60ch - 中里 32ch - 鹿瀬 40ch - 村上市朝日 41ch | - 早川 42ch - 湯沢 42ch - 糸魚川 27ch - 津川 53ch - 湯之谷 25ch - 六日町 59ch - 外海府 36/41ch - 下相川 41ch - 糸魚川大野 59ch - 川口大島 53ch | - 妙高高原 32ch - 津南田中 50ch - 津南上郷 32ch - 津南中津 39ch - 柏崎鯖石 59ch - 柏崎山口 41ch - 関川女川 40ch |

## 資本構成
企業・団体の名称、個人の肩書は当時のもの。

### 2021年3月21日
| 資本金 | 発行済株式総数 | 株主数 |
| ------ | -------------- | ------ |
| 10億円 | 2,000,000株    | 72     |

| 株主                       | 株式数    | 比率   |
| -------------------------- | --------- | ------ |
| 読売新聞グループ本社       | 446,344株 | 22.32% |
| 日本テレビホールディングス | 305,456株 | 15.27% |

## ギャラリー

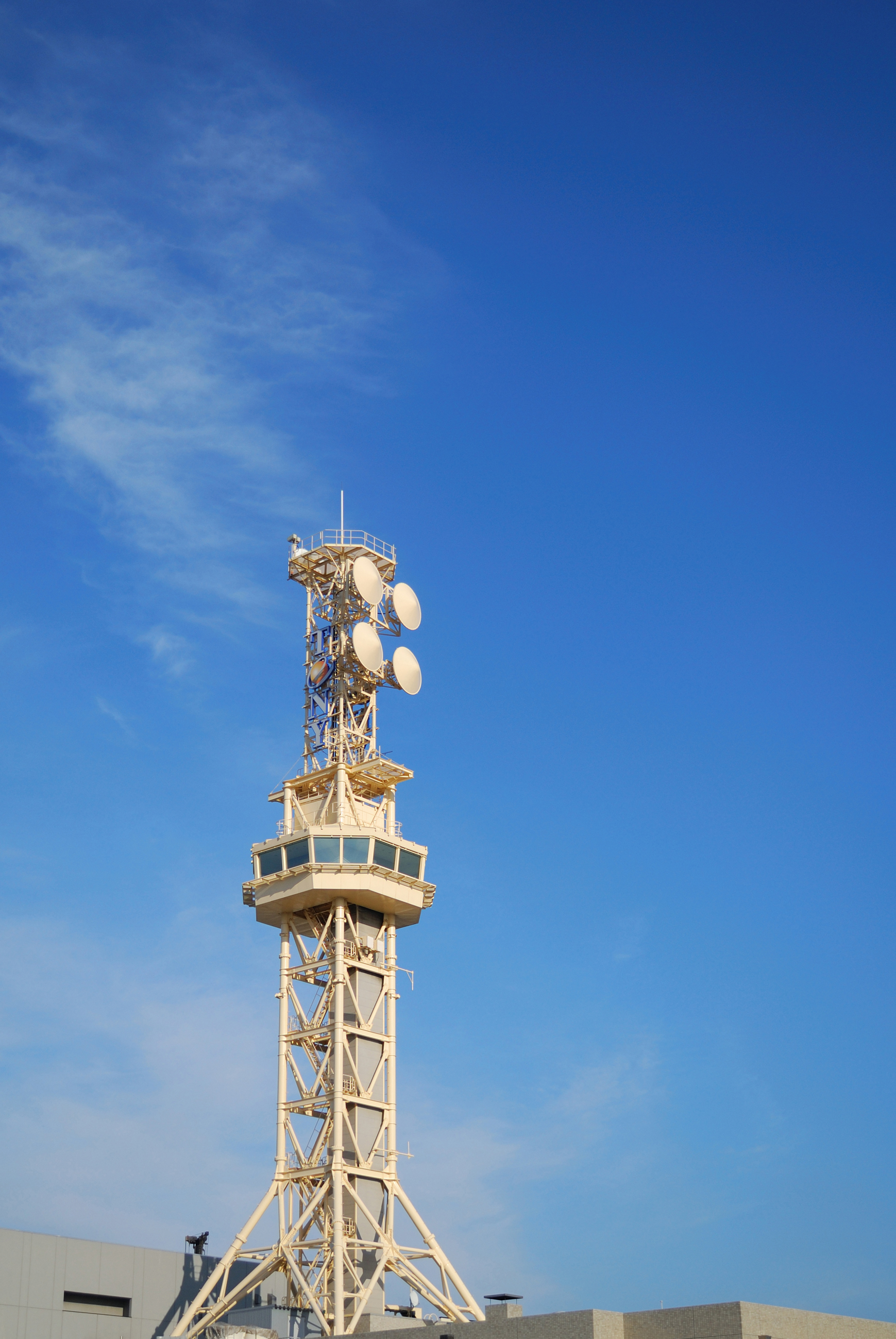
TeNYタワー
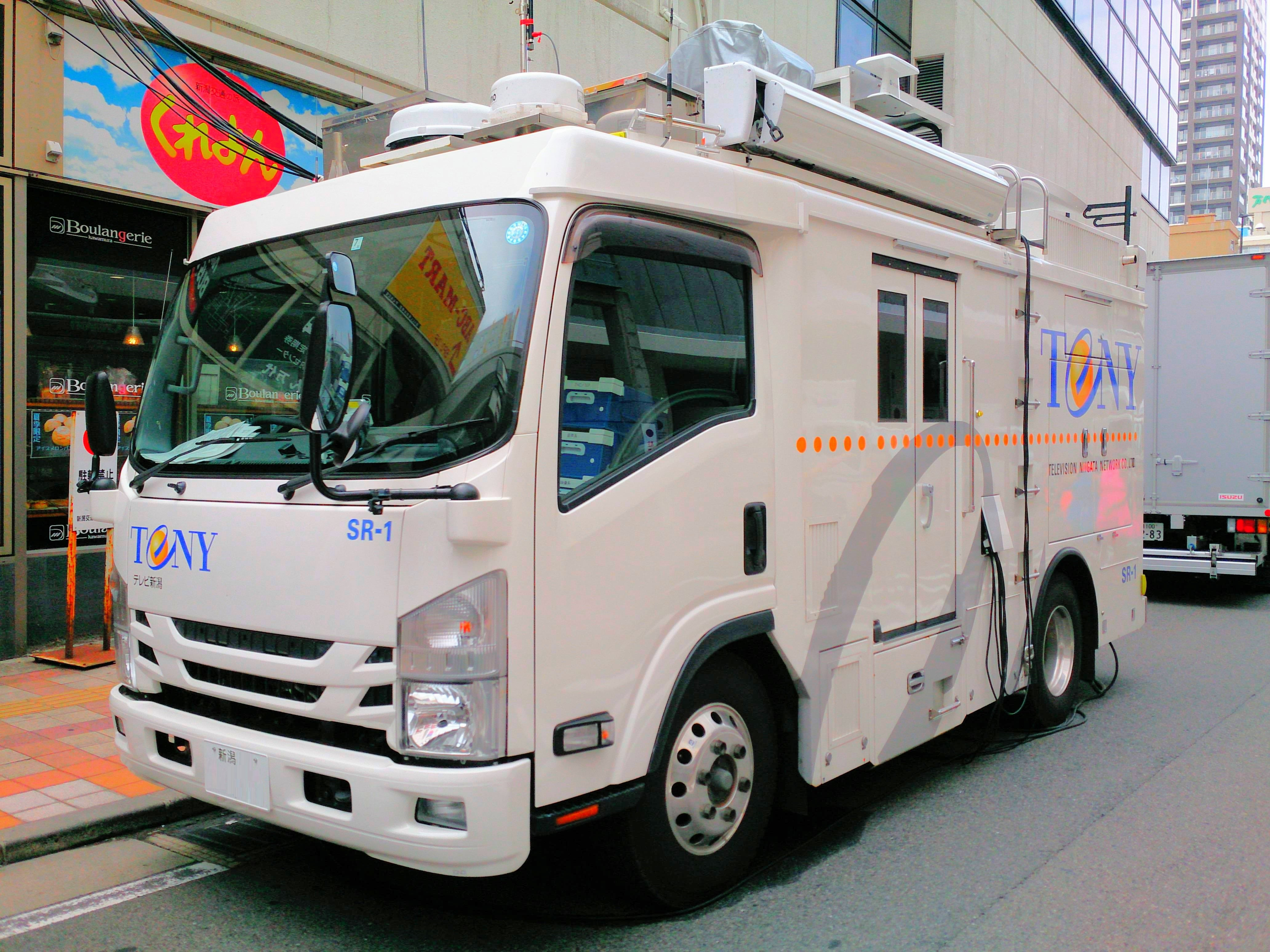
中継車（万代シテイにて）

## 沿革
- 1973年（昭和48年）10月 - 新潟県に民放第3局の周波数割り当てが決定される。新潟地区では171件の免許申請があった。
- 1980年（昭和55年）
  - 9月5日 - 第1回発起人会が開かれる[12]。
  - 9月19日 - アナログ・テレビ放送予備免許取得・開局準備室開設[12]。
  - 10月23日 - テレビ新潟放送網創立。等々力英男（新潟トヨタ自動車社長）が社長就任[13]。
- 1981年（昭和56年）
  - 2月27日 - 日本テレビ「ズームイン!!朝!」において、当時テレビ新潟のアナウンサー[注 11]小林美樹が、試験電波送信前の弥彦山から同番組の新潟県からの初の生中継を行う。サービス放送開始前だったが、これがテレビ新潟初の放送業務及び生中継となった[14]。
  - 3月5日 - 初めての試験電波を発射。送出用マスターはNEC製、送信機は東芝製[注 12][15]。
  - 3月24日 - アナログ・テレビ放送本免許取得[14]。
  - 3月25日 - サービス放送開始（同時に県内2局目の音声多重放送を行う）[16]。
    - これに伴い、当初からENG（3/4インチU規格VTR使用）を使ったニュース取材を開始。
    - 番組送出用VTRは日立電子製（1インチ・2インチ共に）、CMバンク設備はNEC製。
    - サービス放送開始時には、親局の日本テレビが大型中継車を貸与する等の協力を行う。

  - 3月30日 - 日本テレビ「ザ・トップテン」番組開始前夜祭の中継の部分に於いて、小林幸子の出演で、テレビ新潟開局前夜祭特別番組を準備中の新潟県民会館から全国に生中継を行う。
  - 3月31日 - テレビ新潟開局前夜祭特別番組「はばたけ!テレビ新潟 YES MY スーパースター夢の饗宴」を18:00 - 20:54に新潟県民会館から生放送した（日本テレビが制作と技術面で協力した）。司会は徳光和夫（当時日本テレビアナウンサー）と久米宏（現在もフリー・所属先のオフィス・トゥー・ワンも制作に協力）の2人で、これが初共演だったという。ゲストには地元新潟市出身の小林幸子らが出演した[17]。
  - 4月1日 - 新潟県3番目の民放テレビ局として午前6時23分開局（本放送を開始）。開局当時の略称は「TNN」[18]。
    - この日の新潟日報朝刊に、1ページ全体を使った、開局を告げるカラー広告を載せる[19][20]。
    - 本放送開始直後には、等々力社長からの挨拶と日本テレビ系列を代表して小林與三次日本テレビ社長（当時）からの祝辞のビデオメッセージが約7分間放送された[21]。
    - 開局記念として、「ズームイン!!朝!」を新潟から生放送。司会の徳光和夫が萬代橋から生中継を行い、ゲストには前夜祭から引き続き小林幸子が出演。弥彦山からは、2月27日と同じ地点から小林美樹が生中継[注 13]。また同局の初代5人のアナウンサー全員が番組内で全国に紹介された[21]。
    - 　開局時の送信所は新潟のみ。

  - 4月21日 - 日本テレビ制作の全民間テレビ放送局で放送された「放送広告の日」特別番組で、開局して間もないテレビ新潟が紹介され、同局の初代5人のアナウンサー全員が登場。自己紹介し、当時の日本の全民間テレビ放送局にてその模様が放送される。
  - 5月下旬 - ローカル枠の天気予報の一部がステレオ化される[注 14]。
  - 6月 - 大型中継車導入（音声多重放送対応）。
  - ジャイアント馬場の地元三条市の三条市総合体育館にて、日本テレビと共同で「全日本プロレス中継」の公開実況録画中継を行う。プロレス中継の日本テレビとの共同制作は同局初。音声はステレオ。
  - 6月19日 - 本社社屋落成（スタジオ面積100坪）。
  - 7月6日 - 日本テレビの番組「ザ・トップテン」の新潟市からの全国中継で、導入したばかりの自社の大型中継車を使って、新潟ローカル局ではテレビ番組初のステレオ生中継を行う[注 15]。
  - 8月16日 - 日本テレビの「第4回 日本民謡大賞」の新潟県予選大会の模様を、同局ローカル制作番組初（天気予報等を除く）のステレオで放送する[注 16]。
- 1982年（昭和57年）
  - 2月20日 - 「白い愛の祭典 第33回十日町雪まつり」放送[22]。
  - 3月 - 開局1周年記念として地元[注 17]出身の林家こん平の落語家20周年記念「こん平里祭多留」（翌月（4月））3日放送）[22]と日本テレビ「笑点」の公開録画（2回分）を長岡市立劇場にて行う[注 18]。
- 1983年（昭和58年）4月2日 - 新潟県初のローカルステレオレギュラー番組「弥生のサウンド飛行船」、「ビート・オン・ポップ '83」の2番組が放送開始[注 19]。[23]
- 1986年（昭和61年）4月1日 - 中国 黒龍江電視台と姉妹局協定調印[24]。
- 1988年（昭和63年）6月30日 - 代表取締役社長に新津義雄（丸新グループ社長）が就任[25]。
- 1990年（平成2年）
  - 8月29日 - ソ連 沿海地方テレビ・ラジオ委員会と放送協力協定締結[26]。
  - 9月1日 - ソ連 ハバロフスク地方テレビ・ラジオ委員会と放送協力協定締結[26]。
- 1991年（平成3年）
  - 4月23日 - ソ連 イルクーツクテレビ・ラジオ委員会と放送協力協定締結。
  - 7月18日 - ソ連 サハリンテレビ・ラジオ委員会と放送協力協定締結。
  - 11月 - 社史『写真でつづる テレビ新潟10年のあゆみ』を発行[27] 。
- 1992年（平成4年）
  - 4月4日 - 「てんこもりテレビ」スタート。
- 1993年（平成5年）
  - 6月30日 - 常盤恭一（元日本テレビ常務）が社長就任。
- 1994年（平成6年）
  - 3月1日 - 日本テレビ・札幌テレビなどと共同でNNN/TNNウラジオストク支局開設。
  - 4月2日 - 「てんこもりテレビ」に替わり、「情報山脈テレビDON!」がスタート。
  - 4月28日 - 北川信（元日本テレビ専務）が社長就任。
- 1995年（平成7年）
  - 10月2日 - 「夕方ワイド新潟一番」スタート。
- 1997年（平成9年）
  - 6月30日 - 社屋を増築。本館の東隣に新館が完成。
  - 12月1日 - 主調整室（マスター）を更新（松下（現、パナソニック）製）。
- 1998年（平成10年）
  - 1月1日 - CI実施。略称を「TNN」から現在の「TeNY」に変更。
  - 2月 - 字幕放送開始。
  - 6月17日 - 弥彦親局送信機更新（東芝製）。
- 1999年（平成11年）
  - 4月3日 - 「エレベスト」スタート。
- 2000年（平成12年）
  - 4月 - 終夜放送開始（NNN24のサイマル放送が開始される。日曜深夜は休止、2010年頃に全曜日に拡大。）
- 2002年（平成14年）
  - 3月2日 - 「とことんアルビ!!DX」スタート。
  - 3月9日 - 「とことんアルビ!!」スタート。
- 2003年（平成15年）
  - 6月26日 - 北川信が社長を退き会長に就任。前川磐（元日本テレビ常務）が社長就任。
  - 8月8日 - 北川信が地上デジタル放送推進協会（D-pa。現デジタル放送推進協会）初代会長に就任（2005年（平成17年）6月まで）。
- 2005年（平成17年）
  - 6月10日 - 地上デジタル放送の予備免許を取得（新潟のNHK、他の民放テレビ3局も同時に取得）[注 20]。
  - 10月1日 - 弥彦親局、地上デジタル放送の試験電波を送信。地上波デジタル放送用の送信機は東芝製。
  - 10月21日 - 弥彦親局より地上デジタル放送の試験放送を開始（県内初。出力3kW）。
- 2006年（平成18年）
  - 5月27日・28日 - 「開局25周年記念大感謝祭・新潟一番の日」を新潟市産業振興センターで開催。
  - 6月5日 - 本社の主調整室（マスター）設備を東芝製のアナログ・デジタル統合型に更新。同日午前5時20分の「ズームイン!!SUPER」より、地上波デジタル放送のサイマルサービス試験放送、データ放送及びワンセグの各試験放送開始（その模様は同日の新潟一番内のニュースの最後で紹介された）[注 21]。
  - 9月1日 - 10月8日 - 新潟テレビ21（UX）と共同で地上波デジタル放送開始のキャンペーンを実施。
  - 9月25日 - 地上デジタル放送の本免許を取得（新潟テレビ21も同日に取得）[28]。
  - 9月30日 - 開局25周年・長岡市制施行100周年記念として日本テレビ「笑点」の公開録画を長岡市立劇場にて行った[注 22]。
  - 10月1日 - 地上デジタル本放送開始。UHF26ch、コールサインJOPI-DTV、出力3kW、チャンネルはリモコンキーID4。
- 2007年（平成19年）
  - 4月 - 県内民放では初めて自社としての報道・簡易中継用のハイビジョンSNG・FPU中継システムを導入。「ズームイン!!SUPER」の新潟県内からの中継等で使用を開始する。
  - 10月1日 - ニューススタジオの映像サブ（調整卓）がハイビジョン対応化され、ローカルニュース及び天気予報の多くがハイビジョン放送となる。
- 2008年（平成20年）
  - 5月12日 - お天気カメラがハイビジョン化される。
  - 6月8日 - 同局初の単発ハイビジョン生中継ローカル番組『TeNY Touch eco スペシャル「トキ…未来へつなごう」』を放送[注 23]。
  - 9月25日 - 27年ぶりに佐渡市にて野生放鳥されたトキの試験放鳥のニュース内での佐渡市現地からの中継を、県内の民放では唯一ハイビジョンにて生中継。同時に、同模様の取材映像を、県内民放でいち早くハイビジョンにて放映した。
  - 12月末頃 - 「夕方ワイド新潟一番」の駅前中継用のFPUを除き、同局が所有するFPU・SNGが全てハイビジョン化される。
- 2009年（平成21年）
  - 1月13日 - メインスタジオを始めとする新潟本社局舎内が全面ハイビジョン化される。これに伴い、この日の「夕方ワイド新潟一番」からメインスタジオのハイビジョン運用を開始する。
  - 6月1日 - 「夕方ワイド新潟一番」の駅前中継用のFPUがハイビジョン仕様に交換され、同中継がハイビジョン化される。これにより、同局のFPU・SNGの全面ハイビジョン化が完了する（県内民放初）[注 24]。
- 2011年（平成23年）
  - 4月1日 - 開局30周年。
  - 7月24日 - 正午にアナログテレビ放送が終了。停波前の最後の映像は鳥が飛んでいる映像で終わった。そして同日の23時56分には、同電波が完全に停波する。
- 2012年（平成24年）
  - 6月28日 - 前川磐が社長を退き会長に就任。室川治久（元日本テレビ社会情報局チーフプロデューサー）が社長に就任。
- 2013年（平成25年）
  - 4月1日 - 局の新たなロゴデザインが登場。テレビ・ホームページにて使用開始。同局の犬の新キャラクターが登場。約2か月後には、名前が「てっと君」に決まる。
- 2014年（平成26年）
  - 8月30日 - 自局初の「てっと君」のキャラクターグッズの販売を開始する。まず期間限定で、この日と翌日に行われた24時間テレビの一部の募金会場にて行った。
- 2019年（平成31年・令和元年）
  - 2月18日 - 「NNS標準営放システム」サービス提供開始[29]。
- 2020年（令和2年）
  - 6月 - 小山章司（元日本テレビ営業担当）が社長に就任。
- 2021年（令和3年）
  - 4月1日 - 開局40周年。
- 2023年（令和5年）
  - 6月 - 小山章司が社長を退任。正力源一郎（CS日本前社長）が社長に就任。
- 2024年（令和6年）
  - 深夜のフィラー枠にて、ローカル独自編成では初のマルチ編成による放送を開始する[注 25]。

## ネットワークの移り変わり
- 1981年（昭和56年）4月1日 日本テレビ系列として開局。新潟県では史上初のフルネット局である。
  - 移行された割合は NST新潟総合テレビ7：BSN新潟放送3。
  - しかし、「キユーピー3分クッキング」は新潟放送がCBC（TBS系列）制作分をネットしているため、ネットできなかった。

## 主な番組

### 主な自社制作番組
- TeNYニュース（月曜 21:54 - 22:00、右記以外 20:54 - 21:00）
- ZIP! TeNYローカルパート（月曜 - 金曜 7:40頃 - 7:55）[注 26]
- TeNYストレイトニュース（月曜 - 金曜 11:30 - 11:50、土曜 11:25 - 11:40、日曜 11:30 - 11:40）
- 夕方ワイド新潟一番（月曜 - 金曜 15:48.30 - 19:00）[注 27]
- 新潟炊きたてバラエティーおにぎりハウス（金曜 19:00 - 19:56、2025年4月4日 - ）
- いきいき新潟（土曜 11:35 - 11:40）
- 新潟一番サンデープラス（日曜 11:40 - 12:30）
- とことんアルビ!!&Sports（日曜 17:20 - 17:30）
- てとてとニュース＆ウェザー（月曜 - 日曜 20:54 - 21:00、21:54 - 22:00、22:54 - 23:00 時間帯は番組構成により異なる）

以下3つの番組は、土曜 11:40 - 11:55に放送されている（週によって番組が違う）。
- TeNY医療の広場（第1・2週）
- とことんアルビ!!DX（第3週）
- シネマれびゅー（最終週）

※その他にスカパー!のJリーグ中継・アルビレックス新潟ホームゲーム中継の制作（Jリーグ・スカパーからの委託製作）も手がけている。
- タイムマシーン3号のにいがたって書けます？（2024年7月26日）

### 主なネット番組

#### 日本テレビ系番組
※太字は同時ネット。
- INITIME MUSIC（火曜 0:59 - 1:29（月曜深夜））
- 浜ちゃんが!（火曜 1:29 - 1:59（月曜深夜）、読売テレビ制作）
- 乃木坂スター誕生!SIX（水曜 1:04 - 1:34（火曜深夜））
- 太田上田（水曜 1:34 - 2:04（火曜深夜）、中京テレビ制作）
- オードリーさん、ぜひ会ってほしい人がいるんです。（木曜 0:59 - 1:29（水曜深夜）、中京テレビ制作）
- メシドラ〜兼近&真之介のグルメドライブ〜（金曜 0:59 - 1:29（木曜深夜））[注 28]
- 光が死んだ夏（金曜 1:29 - 1:59（木曜深夜））
- それいけ!アンパンマン（金曜 10:55 - 11:25）[注 29]
- バズリズム02（土曜 0:59 - 1:59（金曜深夜））
- ぶらり途中下車の旅（土曜 9:25 - 10:30）
- ニノさん（土曜 15:55 - 16:55）[注 30]
- 千鳥かまいたちアワー（土曜 23:30 - 23:55）
- 所さんの目がテン!（日曜 7:00 - 7:30）
- 一茂×かまいたち ゲンバ（日曜 10:25 - 11:25）
- スクール革命!（日曜 12:30 - 13:30）
- そこまで言って委員会NP（日曜 13:30 - 15:00、読売テレビ制作）
- ダウンタウンのガキの使いやあらへんで!（日曜 23:25 - 23:55）
- にけつッ!!（月曜 1:25 - 1:55（日曜深夜）、読売テレビ制作）
- eGG（最終金曜 2:59 - 3:49（最終木曜深夜））

#### テレビ東京系番組
- じっくり聞いタロウ〜スター近況（秘）報告〜（木曜 1:29 - 1:59（水曜深夜））
- 水ドラ25・ソロ活女子のススメ5（日曜 0:55 - 1:25（土曜深夜））
- THE フィッシング（日曜 5:15 - 5:45、テレビ大阪制作）
- ポケモンとどこいく!?（日曜 5:45 - 6:15）
- ポケットモンスター（日曜 6:30 - 7:00）
- 有吉の世界同時中継 〜今、そっちってどうなってますか?〜（不定期放送）
- 世界!ニッポン行きたい人応援団（不定期放送）
- 緊急SOS!池の水ぜんぶ抜く大作戦（不定期放送）
- タクシー運転手さん一番うまい店に連れてって!（不定期放送）

## 過去に放送された番組

### 自社制作番組
- TNNニュース
- 土曜ワイド YES・MYにいがた
- にいがたTODAY
- TNNニュースタワー
- TeNYニュースD
- きょうの新潟
- にいがたNOW
- NNNにいがたNOW
- TNNニュースプラス1 → TeNYニュースプラス1
- 新・炎の料理塾
- よるラボ
- エレベスト
- エレベスト+刑事
- ブカツの天使
- ロッツtheよしもとTV
- ムズムズNIGHT ※フジテレビの番組ペケ×ポン（県内では新潟総合テレビで放送）のコーナー「イレイサー」で「実際にあるローカル番組は?」の選択肢の1つとして出題されたことがある。
- ナリアガレ
- にいがたメチャカワch
- ビートオンポップ
- NGT48のにいがったフレンド!
- ワラエバー どうでもいいけどくすぐる話（2018年7月 - 2019年12月）
- てっと君の秘密 - テレビ新潟のクロージング（局名告知）アニメを一部再編集しナレーションを追加した物。同時間帯のそれいけ!アンパンマンの後に放送されていた。（不明 - 2020年3月）
- 想い出喫茶 ヒッソリー（2019年5月 - 2020年4月）
- アナちゃん☆
- ロッチ×NGT48のアイドルってなんだ?
- 嗚呼!NGT48らーめん部（2021年1月15日 - 2024年3月29日、金曜 1:29 - 1:44（木曜深夜））

### 日本テレビ系
ローカルセールス枠の番組のみ。
- AKB48の今夜はお泊まりッ
- HKT48 vs NGT48 さしきた合戦
- ルパン三世（第4シリーズ）→ルパン三世 PART6
- HiGH&LOW〜THE STORY OF S.W.O.R.D.〜
- クチコミ新発見!旅ぷら（2016年9月に打ち切り、読売テレビ制作）
- キャバすか学園
- チカラウタ
- 神伝説を残す男たち 10神ACTOR→10神さまの言う通り!?（福岡放送制作）
- フットンダ→ビックラコイタ箱→採用!フリップNEWS→この人に逢わせて喜ばせたい!逢喜利（中京テレビ制作）
- AKBINGO!
- ガリゲル（読売テレビ制作）
- トライナイツ
- ワケあり!レッドゾーン（2020年3月に打ち切り、読売テレビ制作）
- DASADA
- LINEの答えあわせ〜男と女の勘違い〜（読売テレビ制作）
- アナザースカイ
- ゼロイチ（同時ネット、2022年3月26日に打ち切り）
- 東京03とスタア
- ハネノバス（2022年11月20日に打ち切り）
- あの界隈を恋愛ドラマにしたら…不覚にもキュンときた（中京テレビ制作）
- この恋イタすぎました
- Huluはじめました。
- シンドラ
  - 孤食ロボット→吾輩の部屋である→部活、好きじゃなきゃダメですか?→やめるときも、すこやかなるときも→すきすきワンワン!
- D.U.N.K. -DANCE UNIVERSE NEVER KILLED-
- King & Princeる。
- EDENS ZERO（第1期、第2期）
- BE：FIRST TV（Season1、Season2）
- 薬屋のひとりごと（第1期）[注 31]
- &TEAM学園（2023年11月14日 - 2024年4月9日、火曜 0:59 - 1:29（月曜深夜））
- =LOVExLOVE
- RUN! RUN! RAMPAGE X（2024年4月16日 - 6月11日、火曜 0:59 - 1:29（月曜深夜））
- ザ・ファブル
- あべこべ男子の待つ部屋で（2024年6月18日 - 10月15日、火曜 0:59 - 1:29（月曜深夜））
- おためしイッテQ!（同時ネット）
- らんま1/2（2024年版テレビアニメ）（第1期）[注 32]
- ENHYPENのかっこいいを独占させていただきます（2024年10月29日 - 2025年1月7日、火曜 0:59 - 1:29（月曜深夜））
- ときめき♡超音波!!（2025年1月14日 - 2月4日、火曜 0:59 - 1:29（月曜深夜））
- 乃木坂どこへ→乃木坂どこへ 傑作選→ノギザカスキッツ→ノギザカスキッツ ACT2→乃木坂スター誕生!→乃木坂スター誕生!2→新・乃木坂スター誕生!→超・乃木坂スター誕生!
- 東野・岡村の旅猿
- FUN! FUN! FANTASTICS SEASON5（2025年3月18日 - 5月6日、火曜 0:59 - 1:29（月曜深夜））[注 33]
- Liella!のちゅーとりえら!!（2025年4月16日 - 5月14日、水曜 1:04 - 1:34（火曜深夜））
- BALLI BALLI! BALLISTIK BOYZ（2025年5月13日 - 6月10日、火曜 0:59 - 1:29（月曜深夜））
- Aランクパーティを離脱した俺は、元教え子たちと迷宮深部を目指す。

### テレビ東京系
- 日経スペシャル ガイアの夜明け
- くだまき八兵衛→くだまき八兵衛X
- ハヤテのごとく!（第2期以降は県内未放送）
- 日曜ビッグバラエティ
- おねだり!!マスカット（途中からネット開始）→おねだりマスカットSP!
- ちょいとマスカット!
- きらきらアフロ（2012年3月で打ち切り、テレビ大阪制作）
- 装甲騎兵ボトムズ
- アニメ親子劇場
- トンデラハウスの大冒険
- パソコントラベル探偵団
- ときめき十字星
- 岡本綾子のNECスーパーゴルフ
- ファッション通信
- おしかけスピリチュアル
- そうだ旅（どっか）に行こう。
- NARUTO -ナルト-→NARUTO -ナルト- 疾風伝
- 超ポンコツさまぁ〜ず
- ウソのような本当の瞬間!30秒後に絶対見られるTV
- バイプレイヤーズ〜もしも名脇役がテレ東朝ドラで無人島生活したら〜
- ポケットモンスターシリーズ
  - 　ポケットモンスター（平成版）→ポケットモンスター アドバンスジェネレーション→ポケットモンスター ダイヤモンド&パール→ポケットモンスター ベストウイッシュ→ポケットモンスター XY→ポケットモンスター サン&ムーン→ポケットモンスター（令和版）
- 主治医が見つかる診療所（第2期、2020年3月に打ち切り）[注 34]
- 日向坂で会いましょう
- 30歳まで童貞だと魔法使いになれるらしい（テレビドラマ版）[注 35]
- ひねくれ女のボッチ飯
- ポケモン☆サンデー→ポケモンスマッシュ!→ポケモンゲット☆TV→ポケモンの家あつまる?
- ドラマパラビ
  - 38歳バツイチ独身女がマッチングアプリをやってみた結果日記
  - ふろがーる!
  - 来世ではちゃんとします → 来世ではちゃんとします2 → 来世ではちゃんとします3
- ドラマ24
  - 嬢王 Virgin→マジすか学園→モテキ→嬢王3 〜Special Edition〜→URAKARA→マジすか学園2→勇者ヨシヒコと魔王の城→ここが噂のエル・パラシオ→撮らないで下さい!!グラビアアイドル裏物語→クローバー→マジすか学園3→勇者ヨシヒコと悪霊の鍵→まほろ駅前番外地→みんな!エスパーだよ!→殺しの女王蜂→なぞの転校生→リバースエッジ 大川端探偵社→アオイホノオ→玉川区役所 OF THE DEAD→怪奇恋愛作戦→不便な便利屋→初森ベマーズ→孤独のグルメ Season5→東京センチメンタル→ナイトヒーロー NAOTO→勇者ヨシヒコと導かれし七人→孤独のグルメ Season6→侠飯〜おとこめし〜→新宿セブン→バイプレイヤーズ～もしも6人の名脇役がシェアハウスで暮らしたら～→孤独のグルメ Season7→下北沢ダイハード→きのう何食べた? Season1→孤独のグルメ Season8→浦安鉄筋家族→あのコの夢を見たんです。→バイプレイヤーズ 〜名脇役の森の100日間〜→孤独のグルメ Season9→孤独のグルメ season10→しろめし修行僧→きのう何食べた? Season2→今夜すきやきだよ→闇バイト家族→それぞれの孤独のグルメ
- ドラマ25
  - 女子グルメバーガー部
  - ソロ活女子のススメ
- ドラマ 地球の歩き方（テレビ大阪製作幹事）
- 水ドラ25
  - ザ・タクシー飯店
  - とりあえずカンパイしませんか?
  - ソロ活女子のススメ2
  - ソロ活女子のススメ3
  - ソロ活女子のススメ4

ほか

### その他
- ニュース女子
- スクール☆ウォーズ 〜泣き虫先生の7年戦争〜（木曜 1:29 - 2:24（水曜深夜）、2019年6月6日 - 2019年11月28日。大映テレビ制作）[注 36]
- billboard TOP40（テレビ神奈川制作）
- かぐや様は告らせたい〜天才たちの恋愛頭脳戦〜（毎日放送制作）
  - かぐや様は告らせたい〜天才たちの恋愛頭脳戦〜（第1期）
  - かぐや様は告らせたい？〜天才たちの恋愛頭脳戦〜（第2期）
  - かぐや様は告らせたい-ウルトラロマンティック-（第3期）
- ビルディバイド
  - ビルディバイド -#000000-（第1期）
  - ビルディバイド -#FFFFFF-（第2期）
- 転生したらスライムだった件（第1期、第2期）[注 37]
- 『ヒプノシスマイク-Division Rap Battle-』Rhyme Anima +（第2期）[注 38]
- 異修羅（第1期）[注 39]
- マッシュル-MASHLE-（第1期、第2期）
- ゆるキャン△ SEASON3（第3期）(アニメ)（日曜 2:05 - 2:35（土曜深夜））[注 40]
- 逃げ上手の若君（第1期）（TOKYO MX、BS11共同制作）
- 戦隊レッド 異世界で冒険者になる（2025年4月4日 - 6月20日、金曜 1:59 - 2:29（木曜深夜）。AT-X、BS11制作[注 41]）

## 開局時に移行した番組
BSNからの移行番組
- 笑点
- 土曜グランド劇場 - 池中玄太80キロIIから。
- ご存じですか
- 健康増進時代
- お笑いマンガ道場（中京テレビ制作）
- 桃太郎侍
- 驚異の世界・ノンフィクションアワー
- 全国高等学校サッカー選手権大会

ほか
NSTからの移行番組
- NNNきょうの出来事
- 11PM
- NNNドキュメント
- 太陽にほえろ!
- 全日本プロレス中継
- カックラキン大放送!!
- 水曜ロードショー
- ミユキ野球教室
- TVジョッキー
- 24時間テレビ 「愛は地球を救う」
- スター誕生!
- 月曜スター劇場 - 竹とんぼの途中から。
- 火曜劇場 - ダウンタウン物語の途中から。
- 金曜劇場 - 欽ちゃんのちゃーんと考えてみてネ!の途中から。
- それは秘密です!!
- 日立ドキュメンタリー すばらしい世界旅行
- 宇宙空母ギャラクチカ
- 歌まね振りまねスターに挑戦!!
- 鉄腕アトム
- 木曜スペシャル
- びっくり日本新記録（よみうりテレビ制作）[注 42]

ほか

## アナウンサー
男性
- 1994年 須山司（アナウンス室長）
- 2005年 内田拓志
- 2014年 岡田康（2022年3月に退社。その後フリーとなり、2024年11月より復帰）
- 2024年 託見知行
- 2025年 蛯原大河（父は日本テレビアナウンサーの蛯原哲）

女性
- 2006年 諸橋碧（元地上デジタル放送推進大使（任期全う））
- 2013年 斎藤久美子
- 2018年 松本亜美
- 2019年 日高優希
- 2022年 西辻未侑
- 2025年 石原美夕希、橋本華歩

### 過去に在籍したアナウンサー（異動・退職）

#### 男性
- 1981年 
  - 駒形正明（元NHK。元TeNYサービス代表取締役社長）
  - 小幡章（TeNYサービス取締役 てっと君グッズ担当）
  - 山口悌介（後にエフエムラジオ新潟制作部長等を歴任）
- 1984年 
  - 峰剛一（ - 1998年。現オールアウト所属、ニチエンプロダクション協力サポートのフリー）
- 1996年 
  - 鈴木英門（制作部→東京支社営業部→コンテンツ戦略部ディレクター）
- 1998年 
  - 堀敏彦（ - 2023年3月。元浅井企画タレント）
- 2018年 
  - 吉田遼平（ - 2021年8月。現エス・オープロモーション所属のフリーアナウンサー[30]）
- 2021年 
  - 大島巧（ - 2024年6月。現トークパス代表取締役）
- 2022年 
  - 佐藤剣慎（ - 2024年3月。現エフエム徳島）
- 椎谷淳（営業部）

#### 女性
- 1981年 
  - 神山元子（ - 1986年3月）
  - 小林美樹（ - 1984年3月。元アイドル歌手）
  - 洒井園子（ - 1984年9月）
- 1982年 
  - 坂上みき（ - 1985年3月。後に地元局の毎日放送契約→現：フリー）
- 1984年 
  - 渡辺千秋（ - 1989年1月。その後フリーとなり、TeNYでもネットしていた日本テレビ・読売テレビ「ザ・ワイド」のリポーターなどで活躍）
- 1985年 
  - 大河原千佳子（ - 1991年3月）
- 1986年 
  - 増子ゆかり（ - 1989年3月。その後フリーとなり、現在でも「夕方ワイド新潟一番」などに出演中）
- 1987年
  - 長谷川園子（後に北海道文化放送を経て、現：フリー）
- 1988年
  - 紫竹聡子（宣伝マン→編成局編成部副部長・営業局営業企画開発部副部長→編成局編成部長・番組審議会事務局担当→編成局メディア開発部長→報道制作局エグゼクティブマネージャー。事業創造大学院大学修了）
- 1989年
  - 樋口美幸（結婚後は山内美幸）
- 1991年 
  - 伊藤奈穂子（ - 1995年7月。その後フリーとなり、『ズームイン!!SUPER』、『ズームイン!!サタデー』等に日本テレビから出演）
  - 堀田智子（現オフィス・エリ所属）
- 1992年 
  - 関純子（JリーグFC東京川口信男と結婚）
- 1994年 
  - 小紫真由美
- 1995年 
  - 川尻直美（ - 1998年。元福島放送、現：フリー）
- 1996年 
  - 田島祐子（ - 2006年3月。その後、現在のニチエンプロダクションに所属し、フリーとなる）
- 1997年 
  - 岡本奈穂子（ - 2001年）
  - 木内なな（ - 2011年3月）
- 1998年 
  - 林妙（ - 2004年）
- 2001年 
  - 武岡智子（ - 2005年。退職後、日テレNEWS24キャスター）
- 2002年 
  - 川野美咲（ - 2004年3月。NHKアナウンサーの高瀬耕造と結婚に伴い退職）
- 2004年 
  - 佐藤温子（ - 2006年。現：「日経ブロードバンドニュース」キャスター）
  - 外山麻衣（ - 2006年。現：TCP Artist所属）
- 2005年 
  - 須賀由美子（現：とちぎテレビ「朝生とちぎ」サブキャスター）
  - 田巻佑規子（12月入社 - 2019年3月。長野放送から移籍）
- 2006年 
  - 奥田麻衣（ - 2010年2月。その後、四国放送→西日本放送と移籍）
  - 長谷川慶子（ - 2010年3月）
- 2009年 
  - 栗林紗美（ - 2012年6月。フリーアナウンサーに転向し、名前を『栗林さみ』に改めてホリプロに所属）
- 2011年 
  - 大平真理子（一時期報道記者へ異動後に復帰）
  - 角田智美（ - 2019年3月。ニチエンプロダクションからの派遣。元東海ラジオ放送。派遣終了後、フリーとして引き続き同事務所に所属し、TeNYの番組にも引き続き出演）
  - 久保田紗也加（ - 2022年3月。2011年度は報道部記者→2022年度からは広報部）
- 2013年 
  - 小嶋里奈
- 2014年 
  - 酒井美帆（ - 2018年3月。セント・フォースに所属し、フリーアナウンサーに転向。2012年度ミス日本「水の天使」（初代））
- 2015年 
  - 桜井梨子（ - 2019年3月。退職後、フリーアナウンサーに転向。九州での活動を経て、2022年よりライムライト所属。東京で活動している）
- 2017年 
  - 渡邊尚子（ - 2018年3月。その後、NHK新潟放送局へ移籍。第11・12期アルビレックスチアリーダーズ）
- 2019年
  - 大谷萌恵（ - 2025年5月。）
- 大川澄
- 織田めぐみ（後にテレビ大阪）
- 後藤綾子（エフエムラジオ新潟などに出演）
- 佐藤弘恵
- 高橋正美
- 中山美智代（真木美智代としてエフエムラジオ新潟などに出演）

## 情報カメラ設置ポイント
- 新潟市
  - 本社・TeNYタワー最上部（HD）
  - 新潟空港（HD）
  - 新潟駅
- 長岡市
- 上越市
- 佐渡市
  - 両津港
- 柏崎市
  - 日本海の天守閣岬館（柏崎刈羽原発対応）

## 社員による不祥事
- 2024年3月、コンテンツ戦略局の30代男性社員が制作費168万円を着服したとして、同月27日付で懲戒解雇にしたと発表した。社員は放送コンテンツで地域情報の発信を強化し、地域経済の活性化促進を目的とする総務省の補助金事業を担当。当社が業務委託したグループ会社を通じ、支払った制作費を自らの口座に振り込ませていた[31]。